# Anthurium hoehnei
Anthurium hoehnei là một loài thực vật có hoa trong họ Ráy (Araceae). Loài này được K.Krause miêu tả khoa học đầu tiên năm 1925.